# Against Me! (ep uit 2000)
Against Me! is een 12" ep van de gelijknamige punkband. Het is twee keer uitgegeven; een keer door het label Crasshole Records en de tweede keer door Sabot Productions.

## Nummers
1. "Haste Killed Creativity" - 5:04
2. "I Am Citizen" - 2:56
3. "Walking Is Still Honest" - 3:28
4. "Rock 'N' Roll Bullshit" - 3:24
5. "All Or Nothing" - 4:02

## Band
- Laura Jane Grace - gitaar, zang, harmonica
- Kevin Mahon - drums, slagwerk